# Henryk Orkisz
Henryk Wincenty Eugeniusz Orkisz (ur. 22 stycznia 1903 w Majdanie Sieniawskim, zm. 18 października 1995 w Krakowie) – polski geofizyk, uczeń i asystent Henryka Arctowskiego, pracownik naukowy Uniwersytetu Jana Kazimierza we Lwowie i Uniwersytetu Jagiellońskiego, a także profesor Akademii Górniczo-Hutniczej im. Stanisława Staszica w Krakowie.

## Kariera naukowa
W 1925 roku ukończył studia filozoficzne na Uniwersytecie Jana Kazimierza we Lwowie. Pod koniec studiów rozpoczął pracę jako demonstrator w katedrze Geofizyki i Meteorologii, po czym podjął studia geofizyczne na Wydziale Matematyczno-Przyrodniczym. Po ukończeniu tych studiów w 1927 roku został asystentem, doktorantem i uczniem profesora Henryka Arctowskiego. Podjął pracę w Zakładzie Geofizyki i Meteorologii Wydziału Matematyczno-Przyrodniczego UJK. Prowadził badania z zakresu magnetyzmu ziemskiego w stacjach terenowych: w Daszawie (1929–1931) i w Janowie k. Lwowa (w latach 1932–1939). W 1933 roku bronił pracy doktorskiej O drobnych zmianach ciśnienia barometrycznego. Promotorem rozprawy był prof. Arctowski. Habilitację z dziedziny geomagnetyzmu uzyskał w 1937 roku.
W okresie od września 1939 do czerwca 1941 roku był kierownikiem katedry na „Państwowym Uniwersytecie Lwowskim”. Później pracował jako robotnik kolejowy, administrator w stacji traktorów i maszyn w Myszkowicach koło Tarnopola, a wreszcie jako pracownik biurowy. Pod koniec wojny wrócił do nauczania na uniwersytecie, ale w kwietniu 1945 wraz z rodziną opuścił Lwów i przeniósł się do Krakowa. Pierwsze dwa lata po wojnie spędził na stanowisku inspektora i kierownika Wydziału Technicznego w Państwowym Przedsiębiorstwie Traktorów i Maszyn Rolniczych w Krakowie, a w lipcu 1947 roku wrócił do pracy naukowej w krakowskiej placówce Państwowego Instytutu Geologicznego na stanowisku starszego geofizyka. W latach 1947–1953 wykładał geofizykę na Uniwersytecie Jagiellońskim. Od 1953 roku był pracownikiem naukowym i wykładowcą Wydziału Geologiczno-Poszukiwawczego Akademii Górniczo-Hutniczej im. Stanisława Staszica w Krakowie. W 1973 roku uzyskał stanowisko profesora zwyczajnego. W tym samym roku przeszedł na emeryturę. Zmarł 18 października 1995 i został pochowany na cmentarzu Rakowickim w Krakowie.

## Publikacje
1. Edward Stenz, Henryk Orkisz. Pomiary nachylenia magnetycznego w okolicach Lwowa w roku 1928. „Komunikat Instytutu Geofizyki i Meteorologii UJK”. 4, s. 33, 1928 – 1929. Uniwersytet Jana Kazimierza we Lwowie. (pol.).
2. Edward Stenz, Henryk Orkisz. O pracach magnetycznych Instytutu Geofizycznego Uniw. J. K. we Lwowie latach 1928 – 1929. „Komunikat Instytutu Geofizyki i Meteorologii UJK”. 5, s. 24, 1930. Uniwersytet Jana Kazimierza we Lwowie. (pol.).
3. Henryk Orkisz. Uwagi o metodzie opracowania spostrzeżeń magnetycznych, uzyskanych przy pomocy wagi Schmidta. „Komunikat Instytutu Geofizyki i Meteorologii UJK”. 6, s. 39, 1933. Uniwersytet Jana Kazimierza we Lwowie. (pol.).
4. Henryk Orkisz. O skokach wag Schmidta i eliminowaniu ich wpływu. „Komunikat Instytutu Geofizyki i Meteorologii UJK”. 7, s. 36, 1934. Uniwersytet Jana Kazimierza we Lwowie. (pol.).
5. Henryk Orkisz. O związku drobnych zmian ciśnienia ze zjawiskami magnetycznemi. „Komunikat Instytutu Geofizyki i Meteorologii UJK”. 7, s. 18, 1934. Uniwersytet Jana Kazimierza we Lwowie. (pol.).
6. Henryk Orkisz. Zdjęcie magnetyczne Instytutu Geofizyki U. J. K. we Lwowie wykonane w roku 1933 w okolicy Truskawca. „Komunikat Instytutu Geofizyki i Meteorologii UJK”. 8, s. 8, 1936. Uniwersytet Jana Kazimierza we Lwowie. (pol.).
7. Henryk Orkisz. Dane spostrzeżeń magnetycznych w Janowie z lat 1933 oraz 1934. „Komunikat Instytutu Geofizyki i Meteorologii UJK”. 8, s. 23, 1936. Uniwersytet Jana Kazimierza we Lwowie. (pol.).
8. Henryk Orkisz. O histerezie w wadze magnetycznej magnetografu. „Komunikat Instytutu Geofizyki i Meteorologii UJK”. 8, s. 4, 1936. Uniwersytet Jana Kazimierza we Lwowie. (pol.).
9. Henryk Orkisz. O pewnej wadzie deklinometru samopiszącego. „Komunikat Instytutu Geofizyki i Meteorologii UJK”. 8, s. 4, 1936. Uniwersytet Jana Kazimierza we Lwowie. (pol.).
10. Henryk Orkisz. Względne zdjęcie magnetyczne pionowej składowej na wschodnim Przedgórzu Karpat od Bystrzycy Nadwórniańskiej po San. „Komunikat Instytutu Geofizyki i Meteorologii UJK”. 9, s. 75, 1937. Uniwersytet Jana Kazimierza we Lwowie. (pol.).
11. Henryk Orkisz. Względne zdjęcie magnetyczne pionowej składowej w okolicy Ottyni. „Komunikat Instytutu Geofizyki i Meteorologii UJK”. 10, s. 4, 1939. Uniwersytet Jana Kazimierza we Lwowie. (pol.).
12. Henryk Orkisz, A. Topperzer. Zdjęcie względne pionowej składowej w okolicy Grzybowic Wielkich. „Komunikat Instytutu Geofizyki i Meteorologii UJK”. 10, s. 5, 1939. Uniwersytet Jana Kazimierza we Lwowie. (pol.).
13. Henryk Orkisz. O sposobie opracowania względnych zdjęć magnetycznych pionowej składowej dla bardzo słabych pól anomalnych. „Komunikat Instytutu Geofizyki i Meteorologii UJK”. 10, s. 12, 1939. Uniwersytet Jana Kazimierza we Lwowie. (pol.).